# Amazing Red
Jonathan Figueroa (26 de abril de 1982) es un luchador profesional puertorriqueño, conocido por su nombre artístico Amazing Red. Figueroa ha trabajado para varias compañías, de las cuales destacan la Total Nonstop Action Wrestling (TNA), donde está trabajando desde 2009 y Ring of Honor (ROH). 
Entre sus logros destacan tres reinados como Campeón de la División X, un reinado como Campeón Mundial en Parejas de la NWA junto a Jerry Lynn y un reinado como Campeón Mundial en Parejas de ROH con A.J. Styles.

## Carrera

### Total Nonstop Action Wrestling (2002-2004)
En el 2002, Red se unió a Total Nonstop Action Wrestling. En su debut perdió ante Low Ki, empezando un feudo con él que lo llevó a luchar el 21 de agosto de 2002 contra él, Jose y Joel Máximo por el Campeonato de la División X de Ki, reteniéndolo. Tras esto, siguió luchando contra los distintos campeones de la División X, perdiendo siempre, ante Jerry Lynn el 20 de noviembre de 2002, ante Sonny Siaki el 5 de febrero de 2003, ante Kid Kash el 5 de marzo de 2003 y ante Kid Kash y Johnny Storm el 12 de marzo. Sin embargo, empezó a hacer equipo con Jerry Lynn, con el que consiguió el Campeonato Mundial en Parejas de la NWA al derrotar a Elix Skipper & Chris Daniels. Al mismo tiempo, el 30 de abril derrotó a Kid Kash, ganando el Campeonato de la División X, teniendo ambos campeonatos a la vez. Sin embargo, perdió el Campeonato Mundial en Parejas de la NWA el 7 de mayo ante Daniels y el 14 de mayo, el de la División X ante Chris Sabin. 
Tras esto, dejó la TNA hasta el 2004, donde perdió ante Kaz por el vacante Campeonato de la División X. Luego empezó un feudo con Sonjay Dutt, luchando en varios iMPACTS luchas al mejor de 3 series, ganando Dutt la primera lucha, pero Red las dos siguientes, ganando una oportunidad por el título de la División X de Kazarian, lucha que perdió el 2 de junio de 2004. El resto del año lo pasó luchando en peleas por equipos y en Victory Road, el primer evento PPV de la TNA, participó en una Battle Royal de 20 personas, la cual fue ganada por Héctor Garza. 

### Ring of Honor (2003-2004)
Mientras Figueroa trabajaba en la TNA, también luchó para la empresa independiente Ring of Honor (ROH) como miembro del grupo The S.A.T. con sus primos Jose y Joel Máximo. En su primera lucha perdió ante Mark Briscoe & Chris Daniels, haciendo equipo con Jay Briscoe. Eventualmente empezó a hacer pareja con "The Phenomenal" A.J. Styles, formando un equipo conocido como "Amazing Phenomenon.". El equipo derrotó a Christopher Daniels & Xabier, ganando los Campeonatos Mundiales en Parejas de ROH el 15 de marzo de 2003. Los fretuvo el 22 de marzo y el 19 de julio de 2003 ante The Briscoe Brothers, pero, a finales de 2003 Amazing Red, luchó bajo los nombres de Misterio Red y Airwalk Spriggan durante la gira con All Japan Pro Wrestling. Durante la gira se fracturó la rodilla, lo que le obligó a dejar los títulos de ROH vacantes.

### Circuitos independiente (2005-2006)
Tras esto, se fue de la TNA y empezó a luchar en los circuitos independientes junto a sus primos. Luchó varias veces en la New York Wrestling Connection, donde hizo equipo con Mediocre Yellow en un torneo, logrando derrotar a Quiet Storm & Josh Daniels en la primera ronda, a Boog Washington & Nick Noshus en la segunda y a Joel Máximo & Greg Roach en las semifinales, pero en la final fue derrotado por Matt Stryker en una lucha donde también participaban Joey Braggiol y Ken Scampi. El Slammiversary participó en una lucha de seis personas contra Shark Boy, Elix Skipper, Zach Gowen, Delirious y Jerrelle Clark, siendo el ganador Shark Boy. 
El 27 de agosto en la New York Wrestling Connection derrotó a Joey Braggiol, ganando el Campeonato Interestatal de la NYWC. El 23 de septiembre lo retuvo ante Rob Eckos, pero el 29 de octubre lo perdió ante Xavier en una lucha donde también participó Jerry Lynn. El 28 de enero de 2006 intentó recuperarlo de manos de Javi-Air, pero perdió por sumisión. Además, el 21 de enero de 2006 intentó ganar los Campeonatos en Pareja de la NWA Cyberspace junto a Spyder, pero fueron derotados por All Money is Legal. Tras esto, se retiró de la lucha libre a causa de sus lesiones en las rodillas hasta el 2009.

### Total Nonstop Action Wrestling (2009-2011)

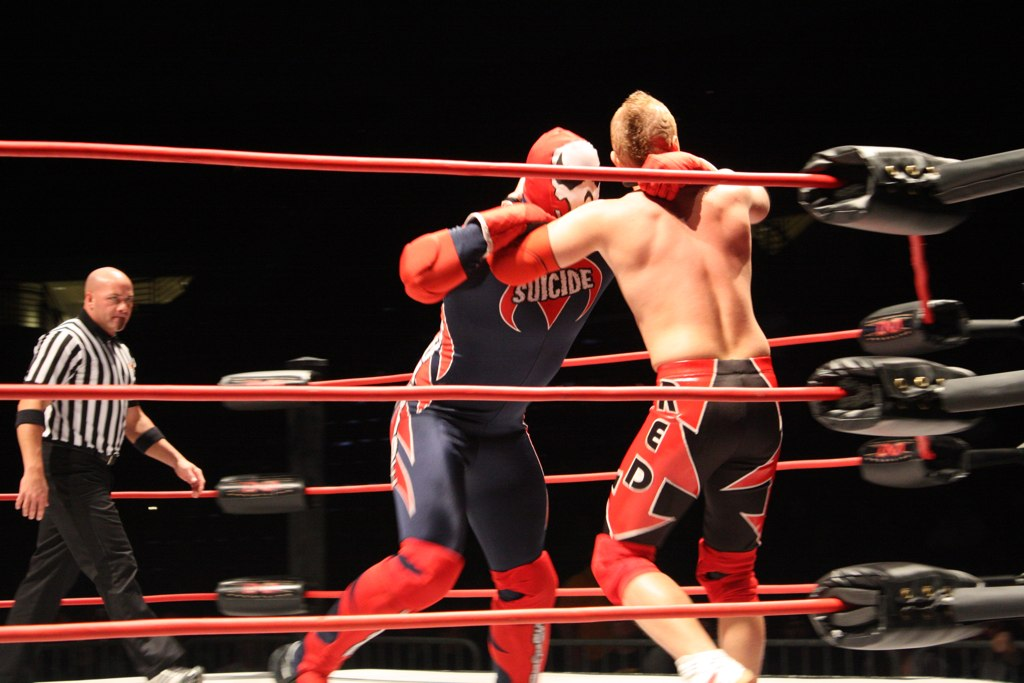
Amazing Red luchando contra Suicide.

En abril del 2009, TNA anunció que Red iba a regresar para luchar en un torneo por el Campeonato Mundial en Parejas de la TNA de Team 3D. El 30 de abril, en un episodio de Impact!, hizo pareja con el entonces Campeón de la División X Suicide, para derrotar a The Motor City Machine Guns en los cuartos de final, pero perdieron en la semifinal ante The British Invasion después de una interferencia de los Guns.
El 28 de mayo, en un episodio de Impact!, Red retó a Homicide por el Campeonato de la División X, pero no lo ganar. El 16 de agosto, Red luchó en una Steel Asylum en Hard Justice, la cual ganó Daniels. El 1 de octubre, Red derrotó a Jay Lethal, Consequences Creed, Sheik Abdul Bashir y Kiyoshi para convertirse en el contendiente número 1, para luchar contra Samoa Joe por el Campeonato de la División X. El 5 de octubre en Impact!, Red ganó su segundo Campeonato de la División X tras derrotar a Joe después de una interferencia de Bobby Lashley. El 18 de octubre en Bound for Glory, Red retuvo su Campeonato de la División X contra Homicide, Daniels, Suicide, Alex Shelley y Chris Sabin, en Turning Point ante Homicide y en Genesis ante el debutante Brian Kendrick, pero el 19 de enero lo perdió ante Doug Williams. El 12 de abril, Red remplazó al lesionado Homicide, haciendo pareja con Matt Morgan y defendiendo exitosamente los Campeonatos mundiales en parejas de la TNA contra The Motor City Machineguns. Luego de la lucha Morgan atacó a Red. Luego de varias semanas sin acción, el 10 de junio, Red volvió para luchar contra Kurt Angle, lucha que perdió.
Después de un tiempo sin salir en la televisión, Red ganó el Campeonato de la División X el 23 de septiembre del 2010 durante un house show de TNA en Nueva York tras vencer al hasta entonces campeón, Jay Lethal. Sin embargo, Lethal recuperó el campeonato a los dos días en un house show celebrado el 25 de septiembre de 2010 en Rajah, New Jersey. En Lockdown, participó en un Xcape match por una oportunidad al Campeonato de la División X, donde logró eliminar a Lethal, pero fue eliminado por Chris Sabin. La semana siguiente en Xplosion debutó con un nuevo gimmick de un luchador enmascarado mexicano llamado Sangriento, derrotando a Jay Lethal en un combate en el que también participó Sabin. El 4 de agosto de 2011 presentó su renuncia y fue liberado el mismo día.

### Regreso en el circuito independiente (2012-presente)
El 4 de marzo de 2012, Red regresó a Ring of Honor en el 10th Anniversary Show, donde se unió a T.J. Perkins en un esfuerzo por perder contra House of Truth (Michael Elgin y Roderick Strong). En junio de 2012, Red luchó en un dark match de prueba para WWE.
El 1 de abril de 2019, Red anunció su retiro de la lucha libre profesional debido a una grave lesión en el cuello. Sin embargo, regresaría al ring solo unos meses después.

## En lucha

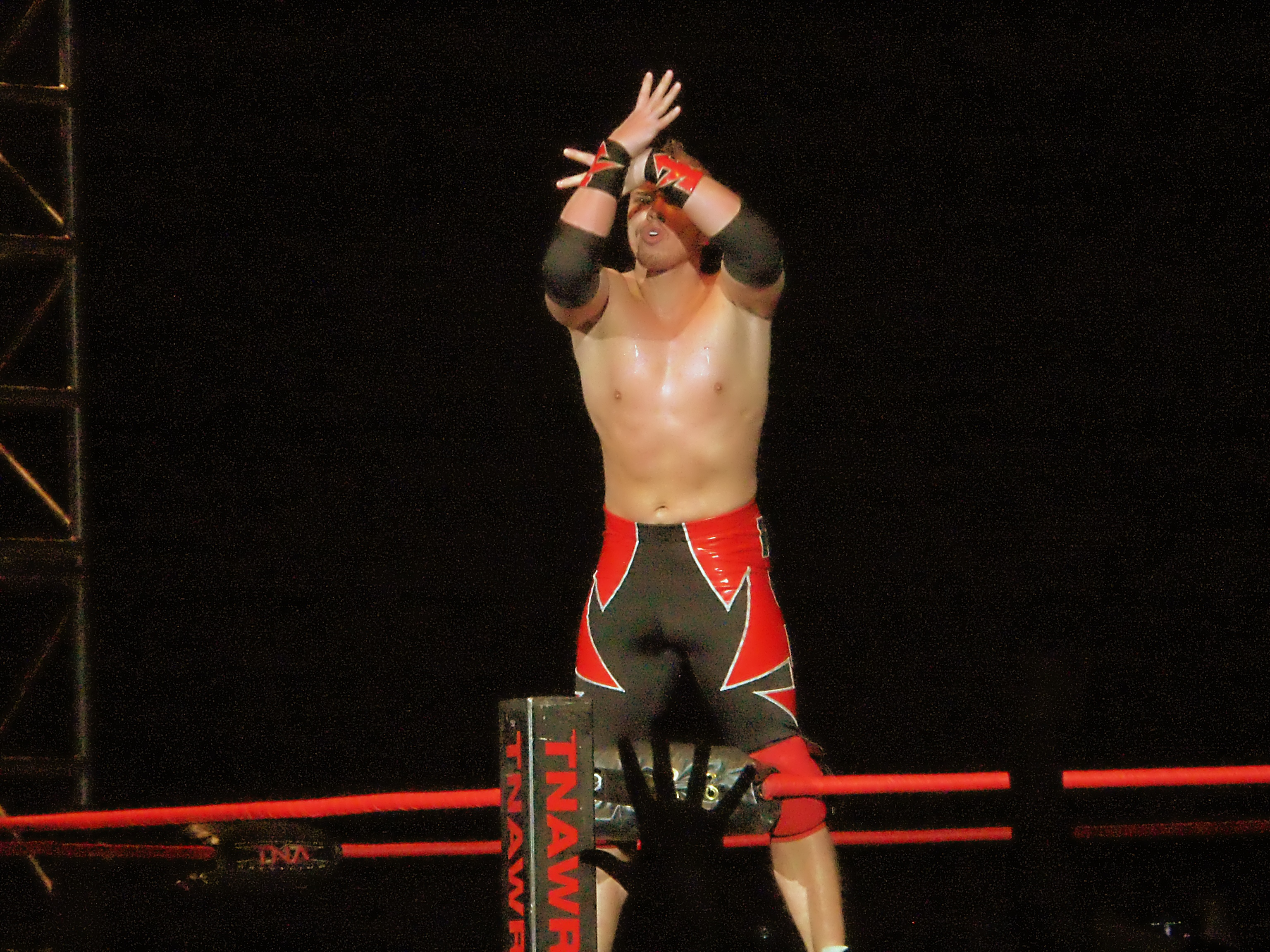
Pose característica de Amazing Red.

- Movimientos finales
  - Red Fusion[2] (Corner springboard corkscrew 450º splash)
  - Red Star Press[2] (Running shooting star press)
  - Red Alert[2] (Diving swinging reverse STO)
  - Infrared[2] (540º corkscrew somersault senton, a veces a un oponente de pie)
  - Raging Red[20] (630º senton)
  - Code Red[2] (Leg trap sunset flip powerbomb, a veces desde una posición elevada)[2]

- Movimientos de firma
  - 718[2] (Tiger feint kick)
  - Satellite DDT[2] (Tilt-a-whirl revolution headscissors DDT)
  - Brain Damage[2] (Wheelbarrow bodyscissors victory roll derivado en wheelbarrow facebuster)
  - Seeing Red[2] (Feint hip toss seguido de full Nelson legsweep facebuster)
  - Red Edge[2] (Running sitout one shoulder powerbomb)
  - Red Eye[2] (Side slam derivado en sitout side facebuster)
  - Red Spike[2] (Sitout back to belly piledriver)
  - Flying clothesline[2]
  - Dropkick, a veces desde una posición elevada
  - Wheelbarrow bodyscissors bulldog
  - Cartwheel over the top rope suicide corkscrew moonsault
  - Jumping corkscrew roundhouse kick
  - Spinning enzugiri
  - Hurricanrana
  - Brainbuster

- Managers
  - Alexis Laree
  - Don West

## Campeonatos y logros
- Combat Zone Wrestling
  - CZW World Tag Team Championship (1 vez) - con Anthony Gangone

- East Coast Wrestling Association
  - ECWA Heavyweight Championship (2 veces)[21]

- House of Glory
  - HOG World Heavyweight Championship (1 vez)
  - HOG Tag Team Championship (1 vez) – con Crimson
  - HOG Suicidal 6 Way Championship (1 vez, actual)

- Impact Championship Wrestling
  - ICW Heavyweight Championship (1 vez)
  - ICW Tag Team Championship (1 vez) - con Danny Demento

- Maryland Championship Wrestling
  - MCW Cruiserweight Championship (1 vez)[22]

- New York Wrestling Connection
  - NYWC Interstate Championship (1 vez)

- Premier Wrestling Federation
  - PWF Junior Heavyweight Championship (2 veces)

- Ring of Honor
  - ROH World Tag Team Championship (1 vez) - con A.J. Styles

- Total Nonstop Action Wrestling
  - NWA World Tag Team Championship (1 vez) - con Jerry Lynn[23]
  - TNA X Division Championship (3 veces)

- United Xtreme Wrestling
  - UXW United States Championship (2 veces)

- Unreal Championship Wrestling
  - UCW Heavyweight Championship (1 vez)

- Otros títulos
  - HWVY Junior Heavyweight Championship (1 vez)

- Pro Wrestling Illustrated
  - Situado en el N°271 en los PWI 500 de 2002[24]
  - Situado en el N°42 en los PWI 500 de 2003[25]
  - Situado en el N°165 en los PWI 500 de 2004[26]
  - Situado en el N°263 en los PWI 500 de 2005[27]
  - Situado en el Nº153 en los PWI 500 de 2009[28]
  - Situado en el Nº87 en los PWI 500 de 2010[29]